# Liste des monuments historiques de Saint-Bonnet-le-Château
Ce tableau présente la liste de tous les monuments historiques classés ou inscrits dans la ville de Saint-Bonnet-le-Château, dans le département de la Loire, en France.

## Liste
| Monument                                           | Adresse                  | Coordonnées                      | Notice         | Protection     | Date      | Illustration                                       |
| -------------------------------------------------- | ------------------------ | -------------------------------- | -------------- | -------------- | --------- | -------------------------------------------------- |
| Collégiale Saint-Bonnet de Saint-Bonnet-le-Château |                          | 45° 25′ 28″ nord, 4° 04′ 02″ est | « PA00117578 » | Classé         | 1922      | Collégiale Saint-Bonnet de Saint-Bonnet-le-Château |
| Couvent des Ursulines de Saint-Bonnet-le-Château   | Place de l'Hospice       | 45° 25′ 25″ nord, 4° 04′ 04″ est | « PA00117577 » | Inscrit        | 1945      | Couvent des Ursulines de Saint-Bonnet-le-Château   |
| Fontaine de Saint-Bonnet-le-Château                | Place du Marché          | à géolocaliser                   | « PA00117579 » | Inscrit        | 1938      | Image manquante Téléverser                         |
| Maison                                             | Rue de la Châtelaine     | 45° 25′ 19″ nord, 4° 04′ 05″ est | « PA00117580 » | Inscrit        | 1929      | Image manquante Téléverser                         |
| Maison                                             | Rue de la Châtelaine     | 45° 25′ 19″ nord, 4° 04′ 05″ est | « PA00117581 » | Inscrit        | 1929      | Maison                                             |
| Maison                                             | Rue du Chevalier         | 45° 25′ 18″ nord, 4° 03′ 53″ est | « PA00117582 » | Inscrit        | 1929      | Image manquante Téléverser                         |
| Maison                                             | Rue Dessous-les-Remparts | 45° 25′ 25″ nord, 4° 03′ 59″ est | « PA00117583 » | Inscrit Classé | 1929 1946 | Image manquante Téléverser                         |
| Maison                                             | Place des Fours-Banaux   | 45° 25′ 23″ nord, 4° 04′ 02″ est | « PA00117584 » | Inscrit        | 1945      | Image manquante Téléverser                         |
| Tourelle d'escalier                                | Place du Suchet          | 45° 25′ 20″ nord, 4° 04′ 00″ est | « PA00117585 » | Inscrit        | 1934      | Image manquante Téléverser                         |